# Asksprickling
Asksprickling (Hysterographium fraxini) är en svampart som först beskrevs av Christiaan Hendrik Persoon, och fick sitt nu gällande namn av De Not. 1847. Asksprickling ingår i släktet Hysterographium och familjen Hysteriaceae.  Arten är reproducerande i Sverige. Inga underarter finns listade i Catalogue of Life.